# Pelidnota striatopunctata
Pelidnota striatopunctata är en skalbaggsart som beskrevs av Kirsch 1885. Pelidnota striatopunctata ingår i släktet Pelidnota och familjen Rutelidae. Inga underarter finns listade i Catalogue of Life.